# Colle Falisco
Il colle Falisco è un'altura dei monti Volsini nel comune di Montefiascone in provincia di Viterbo, posta in posizione panoramica sul lago di Bolsena e sulla piana che dà verso Viterbo.
In cima è posta la Rocca dei papi di Montefiascone
È una delle vette più alte dei Monti Volsini e il punto più alto di Montefiascone.